# Distretto di Castrovillari
Il distretto di Castrovillari fu una delle suddivisioni amministrative del Regno delle Due Sicilie, subordinate alla provincia di Calabria Citeriore, soppressa nel 1860.

## Istituzione e soppressione
Fu costituito nel con la legge 132 del 1806 Sulla divisione ed amministrazione delle province del Regno, varata l'8 agosto di quell'anno da Giuseppe Bonaparte. Con l'occupazione garibaldina e l'annessione al Regno di Sardegna del 1860, l'ente fu soppresso.

## Suddivisione in circondari
Il distretto era suddiviso in successivi livelli amministrativi gerarchicamente dipendenti dal precedente. Al livello immediatamente successivo, infatti, individuiamo i circondari, che, a loro volta, erano costituiti dai comuni, l'unità di base della struttura politico-amministrativa dello Stato moderno. A questi ultimi potevano far capo i rioni, centri a carattere prevalentemente rurale. I circondari del distretto di Castrovillari ammontavano a dieci ed erano i seguenti:
- Circondario di Castrovillari:
Castrovillari, Civita, Frascineto (con il rione Porcile), San Basile, Saracena
- Circondario di Morano:
Morano;
- Circondario di Mormanno:
Mormanno, Laino Borgo, Laino Castello, Papasidero (con il rione Avena);
- Circondario di San Sosti:
San Sosti, Santa Caterina (con il rione Ioggi), Malvito, Mottafollone, San Donato (con il rione Policastrello), Sant'Agata
- Circondario di Lungro:
Lungro, Altomonte, Firmo, Acquaformosa
- Circondario di Spezzano Albanese:
Spezzano Albanese, San Lorenzo del Vallo, Tarsia, Terranova
- Circondario di Cassano:
Cassano (con i rioni Doria, Lauropoli), Francavilla
- Circondario di Cerchiara:
Cerchiara, Casalnuovo, Plataci, San Lorenzo Bellizzi
- Circondario di Amendolara:
Amendolara, Albidona, Castroregio (con il rione Farneta), Roseto, Trebisacce
- Circondario di Oriolo:
Oriolo, Alessandria, Canna, Montegiordano, Nocara, Rocca Imperiale